# Emanuel von Galen
Emanuel Graf von Galen (-Beversundern) (* 6. Oktober 1877 in Münster; † 20. Oktober 1950 in Lingen) war ein deutscher Gutsbesitzer, Landrat und MdL (Deutsche Partei).

## Familie
Wilhelm Emanuel Maria Bruno Johannes Clemens Antonius Hubertus Florentinus von Galen entstammt dem Adelsgeschlecht Galen. Er war der älteste Sohn von Wilderich von Galen (1835–1922) und Antonia von Weichs zur Wenne (1850–1927). Sein Onkel war der Zentrums-Reichstagsabgeordneten Ferdinand Heribert von Galen (1831–1906).
Am 10. Oktober 1912 heiratete er in Ratzenried Gabriele Gräfin von Beroldingen (1883–1958), mit der er drei Söhne hatte:
- Wilderich (1913–1967), ⚭ 1942 mit Huberta Freiin von Schorlemer (1915–2016)
- Franz Heinrich (1915–1940)
- Johannes-Dietrich (1926–1981), ⚭ 1965 mit Sylvia von Alvensleben (* 1940)

## Leben und Tätigkeit bis 1945
Emanuel besuchte die Gymnasien in Feldkirch/Österreich und Lingen. Dort machte er 1899 am Gymnasium Georgianum sein Abitur. Im Jesuitengymnasium Stella Matutina Feldkirch lernte er zusammen mit seinen Cousins Clemens August von Galen (1878–1946), dem späteren Münsteraner Kardinal, und dessen Bruder Franz von Galen (1879–1961). Dieser wurde später preußischer Landtagsabgeordneter der Zentrumspartei und kam als entschiedener NS-Gegner 1944 bis zur Befreiung in das KZ Sachsenhausen. Alle drei blieben ihr Leben lang eng befreundet.
Emanuel von Galen studierte Jura in München, Lausanne, Kiel und Münster. Er schied nach der Referendarzeit aus dem Staatsdienst aus und übernahm das väterliche Gut Beversundern bei Lingen. Nach der Teilnahme am Ersten Weltkrieg wurde er 1920 der 3. Vorsitzende des Landwirtschaftlichen Kreisvereins Lingen und gehörte dem erweiterten Vorstand des „Emsländischen Bauernvereins“ (EBV) an. Er nahm an zahlreichen Tagungen der christlich orientierten „Vereinigung der deutschen Bauernvereine“ teil, in der u. a. der EBV organisiert war. Durch familiäre und freundschaftliche Beziehungen wurde Galen über Interna in zahlreichen einflussreichen Verbänden und Vereinen auf dem Laufenden gehalten. Der Jurist war ein prinzipieller Verfechter des uneingeschränkten Eigentumsrechts, so dass er sich energisch den Forderungen der Heuerlinge und ihres „Vereins Christlicher Heuerleute“ nach der Ödlandsiedlung im Emsland, notfalls durch Enteignung gegen Entschädigung von Moor- und Heideflächen, stellte. Dazu engagierte er sich als Lingener Kreisvorsitzender im „Verband der Pächter und Grundeigentümer Niedersachsens“. Überdies war er Vorsitzender des „Emsländischen Rennvereins“, der in Lingen eine Pferderennbahn unterhielt, ein gefragter Preisrichter auf Turnieren und engagierte sich politisch. 
Bis zur Revolution von 1918 wohl Zentrumsanhänger, wandte sich der Aristokrat von der katholischen Partei ab, als diese verstärkt Gewerkschafter in ihre Führungsgremien aufnahm und mit der Sozialdemokratie Koalitionen schloss. 1920 als Förderer der Deutsch-Hannoverschen Partei (DHP) greifbar, versuchte er 1924, mit dem Kreisbauernverein Lingen einen agrarischen Kandidaten der DHP oder der Deutschnationalen Volkspartei gegen den sehr sozial eingestellten neuen Zentrumskandidaten im Wahlkreis Weser-Ems, den Reichsarbeitsminister Dr. Heinrich Brauns, zu lancieren. Dies scheiterte ebenso wie sein Versuch, 1930 den Vorsitzenden des EBV, den Landwirt und Zentrumspolitiker Heribert Schulte-Eissing aus Aschendorf zu stürzen. Die Notlage der Landwirtschaft betraf den Grafen auch persönlich, da dieser verhältnismäßig wenig Grundbesitz, darunter noch viel Wald, hatte. Ende 1931 schloss er sich der NSDAP an (Mitgliedsnummer 807.235), im Emsland eine Außenseiterpartei, die vom regionalen Zentrum heftig bekämpft wurde. Galens Parteizugehörigkeit war öffentlich nicht bekannt. Als sein westfälischer Standeskollege Franz von Papen, den er persönlich kannte, 1932 Reichskanzler wurde, unterstützte er diesen. 1933 im Zuge der NS-Gleichschaltung der Landwirtschaft in der Region Emsland/Bentheim zum Lingener Kreisbauernführer ernannt, wurde der Aristokrat bereits nach wenigen Wochen gestürzt, da er sich dem Landwirtschaftlichen Abschnittsfachberater der NSDAP nicht unterordnen wollte. Der als Nachrücker der NSDAP-Liste in den Kreisausschuss gelangte Galen wurde 1935 kurzfristig wegen Beleidigung des „Dritten Reichs“ verhaftet und in einem spektakulären Prozess in Osnabrück zu einer Geldstrafe verurteilt. Dies hatte auch seinen Parteiausschluss zur Folge.
Emanuel von Galen war römisch-katholisch. Er war Ehrenkomtur des Hausritterordens vom Heiligen Georg.

## Politische Tätigkeit nach 1945
Daher setzten ihn die Briten 1945 zum Landrat des Kreises Lingen ein. In seinem Entnazifizierungsverfahren behauptete Galen, nur von 1933 bis 1934 und lediglich als Parteianwärter in der NSDAP gewesen zu sein, ein Status, der jedoch erst 1937 im Zuge der Mitglieder-Aufnahmesperre der NSDAP eingeführt wurde. Galen wurde Mitglied des ernannten Niedersächsischen Landtags vom Dezember 1946. Hier war er Vorsitzender des Wahlrechtsausschusses. Er schloss sich der Niedersächsischen Landespartei (NLP) an, die sich 1947 in Deutsche Partei umbenannte und im Kern eine Nachfolgepartei der DHP war. 1947 wurde Galen für die Partei, deren Kreisvorsitzender er vom August 1948 bis zum Februar 1949 war, auch in den Niedersächsischen Landtag in der ersten Wahlperiode vom 28. Mai 1947 bis zum 20. Oktober 1950 gewählt. Er engagierte sich an führender Stelle im Deutschen Rat der Europäischen Bewegung (Europa-Union) und war Vorsitzender des wiedergegründeten Lingener Heimat- und Verkehrsvereins.